# Falling Home
Falling Home – dziewiąty album studyjny szwedzkiego zespołu muzycznego Pain of Salvation. Wydawnictwo ukazało się 10 listopada 2014 roku nakładem wytwórni muzycznej InsideOut Music. Materiał był promowany teledyskami do utworów „1979” i „Falling Home”. Na płycie znalazło się dziewięć autorskich utworów oraz interpretacje z repertuaru zespołu Dio – „Holy Diver” oraz piosenkarza Loua Reeda - „Perfect Day”.

## Lista utworów
Opracowano na podstawie materiału źródłowego.
| Nr  | Tytuł utworu                     | Długość |
| --- | -------------------------------- | ------- |
| 1.  | „Stress”                         | 05:32   |
| 2.  | „Linoleum”                       | 04:57   |
| 3.  | „To the Shoreline”               | 03:05   |
| 4.  | „Holy Diver” (cover Dio)         | 04:34   |
| 5.  | „1979”                           | 02:50   |
| 6.  | „Chain Sling”                    | 04:07   |
| 7.  | „Perfect Day” (cover Loua Reeda) | 04:51   |
| 8.  | „Mrs. Modern Mother Mary”        | 04:23   |
| 9.  | „Flame to the Moth”              | 04:30   |
| 10. | „Spitfall”                       | 06:42   |
| 11. | „Falling Home”                   | 03:05   |
|     |                                  | 48:36   |

## Twórcy
Opracowano na podstawie materiału źródłowego.

- Daniel Gildenlöw – wokal prowadzący, gitara akustyczna, miksowanie, produkcja muzyczna, oprawa graficzna
- Léo Margarit – perkusja, wokal wspierający
- Daniel Karlsson – instrumenty klawiszowe, wokal wspierający, gitara basowa
- Gustaf Hielm – gitara basowa, kontrabas, wokal wspierający
- Ragnar Zolberg – gitara akustyczna, wokal wspierający
- Roger Öjersson – gitara
- Martin Johansson – inżynieria dźwięku
- Dan Swanö – mastering